# Cornelia Matzke
Thea Carmen Cornelia Matzke (* 23. November 1961 in Leipzig) ist eine deutsche Politikerin (B’90/Grüne). Sie war Mitglied des Sächsischen Landtages.

## Leben
Cornelia Matzke besuchte die Grundschule in Leuna und absolvierte ihr Abitur an der EOS in Merseburg. Anschließend studierte sie Medizin in Leipzig. Frau Matzke machte ihr Staatsexamen im Jahr 1987 und erhielt die Approbation. Bis zu ihrer Wahl in den Sächsischen Landtag war sie Ausbildungsassistentin für Allgemeinmedizin in Leipzig. Nach ihrem Ausscheiden aus dem Landtag im Jahr 1994 wurde Matzke wieder als Ärztin für Psychiatrie und  Psychotherapie tätig. 2017 wurde sie an der Universität Leipzig zur Dr. med. promoviert.
Cornelia Matzke ist verheiratet und hat zwei Kinder.

## Politik
Bis zum Herbst 1989 arbeitete Cornelia Matzke in einer Umweltgruppe beim Jugendpfarramt Leipzig. Im Herbst 1989 war sie Mitglied des Neuen Forums. Dort war sie im Herbst 1989 Mitbegründerin der Fraueninitiative Leipzig sowie Anfang 1990 Mitbegründerin des Unabhängigen Frauenverbandes. Cornelia Matzke war dort im Koordinierungsrat tätig. Im Oktober 1990 wurde sie über die Landesliste in den Sächsischen Landtag gewählt, dem sie für eine Wahlperiode bis 1994 angehörte. Dort war sie Mitglied im Ausschuss für Soziales, Gesundheit, Familie und Frauen. Zur Landtagswahl 1994 trat sie als Kandidatin der von ihr mitbegründeten Kleinpartei Soziale Politik Sachsen an, die die Fünf-Prozent-Hürde klar verfehlte.
Im Jahr 1992 nahm sie an einer Demonstration für Demokratie und freie Gewerkschaften auf dem Tian’anmen-Platz in Peking teil; sie wurde von den chinesischen Behörden festgenommen und anschließend des Landes verwiesen. Cornelia Matzke gehörte dem Kreisvorstand der ÖTV an und ist Redaktionsmitglied der Zeitschrift Soziale Politik und Demokratie.

## Belege
- Engagiert für Frauenrechte – Fortsetzung der Ringvorlesung „Friedliche Revolution“ mit Cornelia Matzke an der TU Chemnitz
- Klaus-Jürgen Holzapfel (Hrsg.): Sächsischer Landtag: 1. Wahlperiode, 1990–1994; Volkshandbuch. NDV Neue Darmstädter Verlagsanstalt, Rheinbreitbach 1991, ISBN 3-87576-265-7. S. 49 (Ausschuss: S. 92). (Stand Mai 1991)